# Palacio de Löwenstein
El palacio de Löwenstein es una residencia palaciega nobiliaria de estilo barroco de Alemania localizado en Kleinheubach, en el distrito de Miltenberg de la Baja Franconia. Fue construido entre 1721 y 1732, obra de Louis Remy de la Fosse, y realizado por el conocido maestro constructor bávaro Johann Dientzenhofer de Bamberg y, después de su muerte en 1726, por el maestro de obras Rinscher de Mannheim.

## Historia

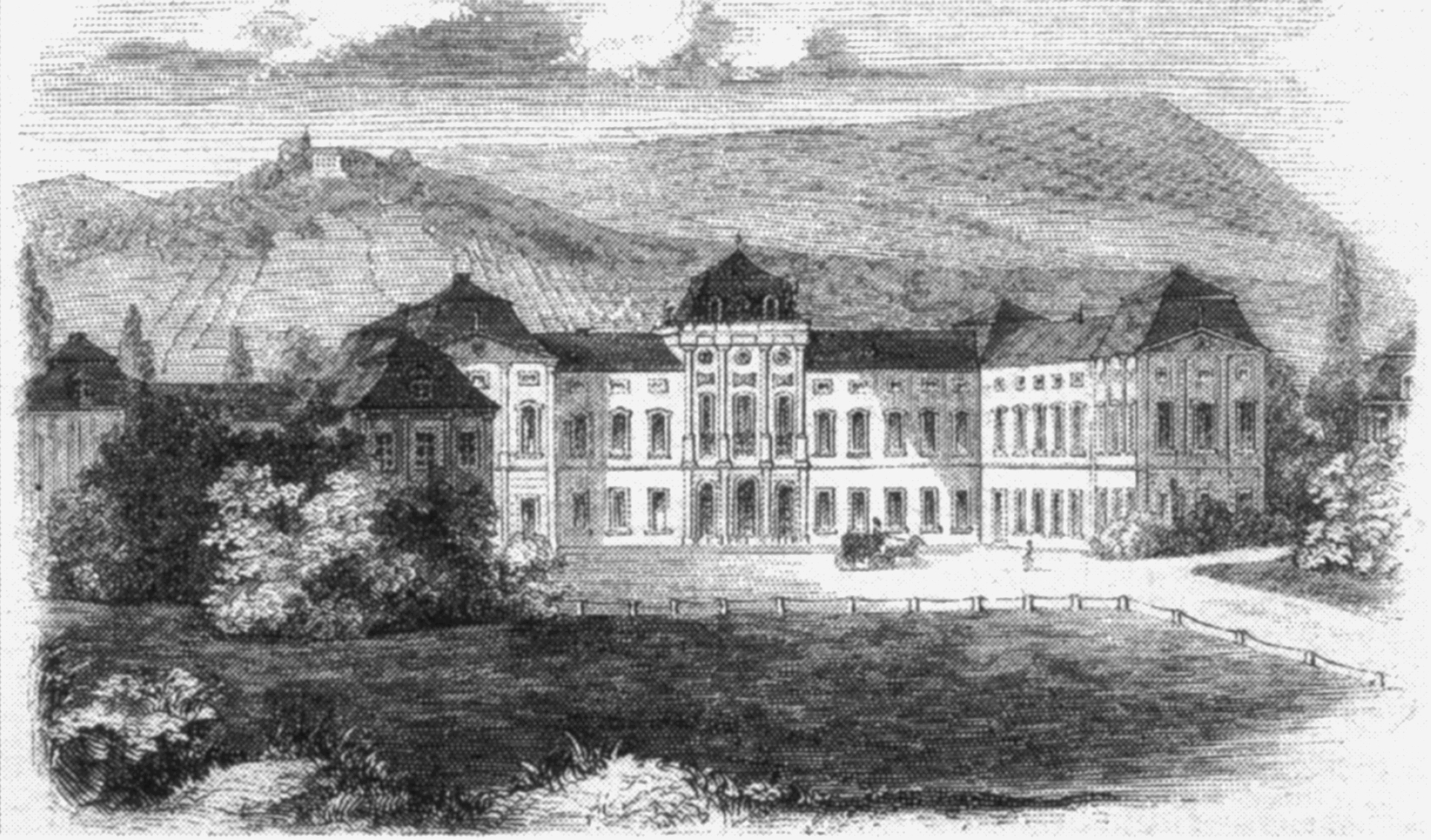
Palacio de Löwenstein, dibujo de Wilhelm Völker, 1851

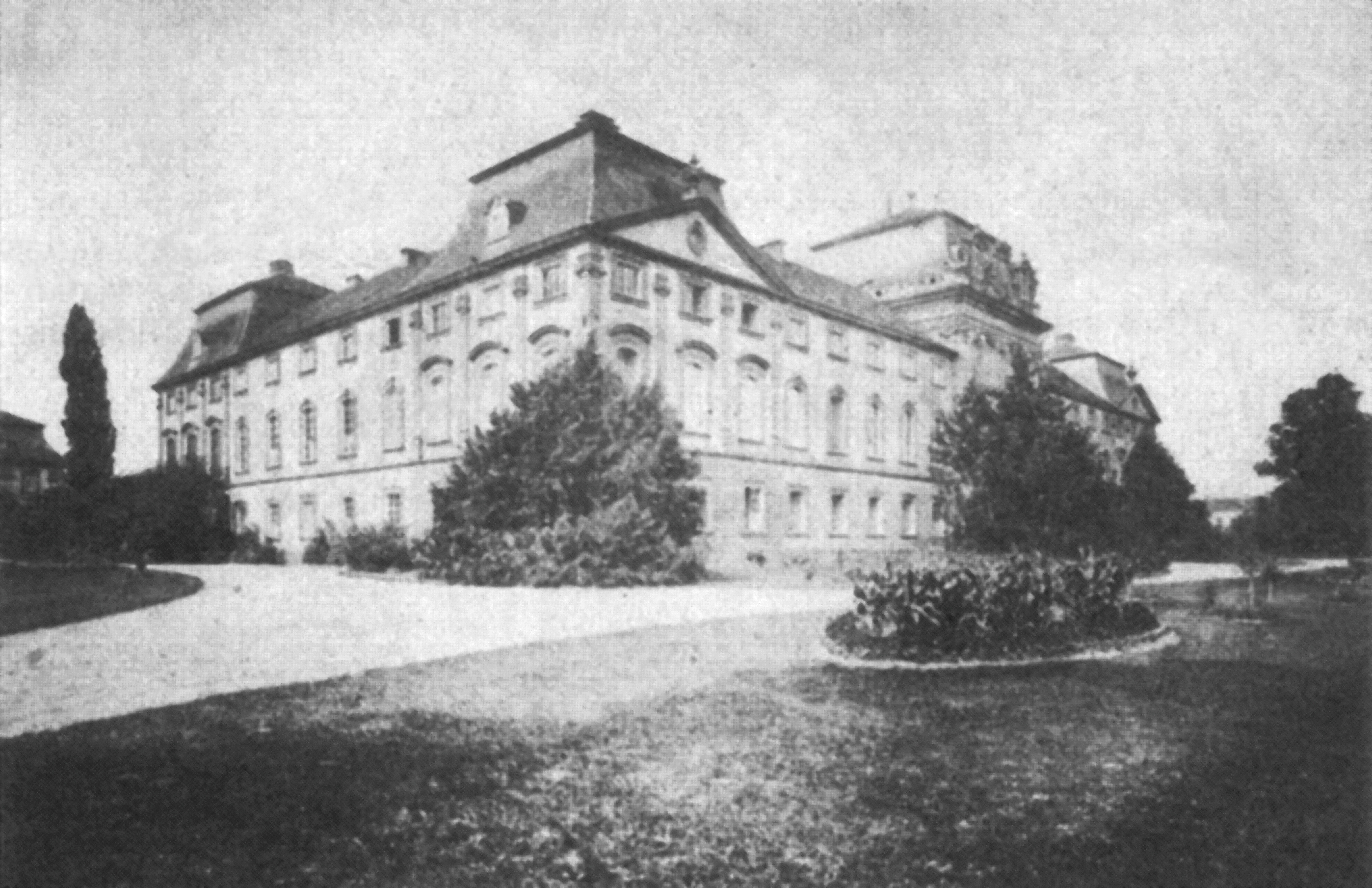
Vista del palacio, alrededor de 1880

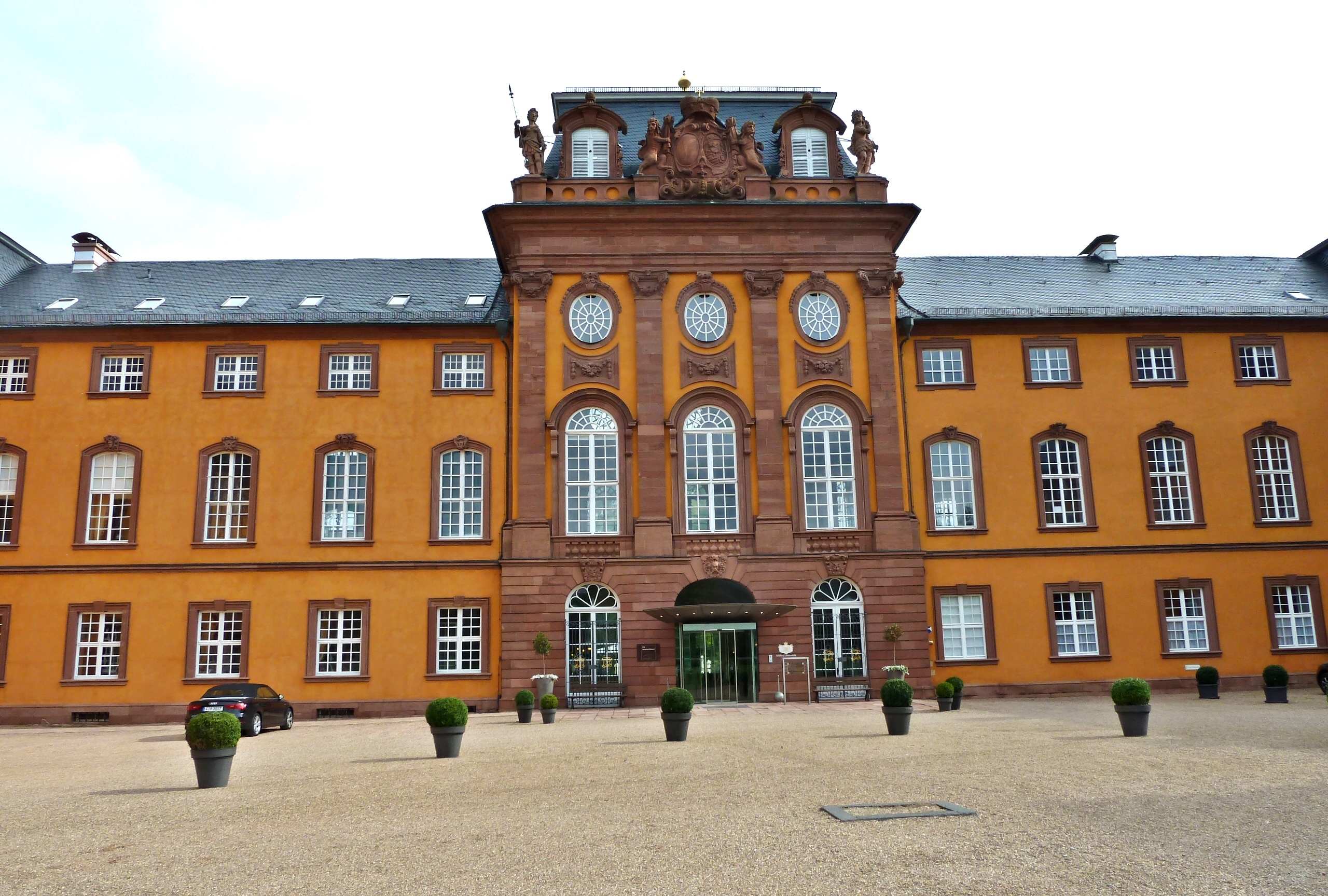
Palacio de Löwenstein, edificio central

En 1721, el príncipe Dominik Marquard Fürst zu Löwenstein-Wertheim-Rochefort —de la nueva línea católica de la antigua familia aristocrática  Löwenstein-Wertheim— adquirió el señorío de Kleinheubach —incluido el Georgenburg, construido por Georg Graf von Erbach hacia fines del siglo XVI— a Friedrich Karl Graf zu Erbach-Erbach. El gobierno de Kleinheubach pasó luego al último conde Felipe III von Rieneck (posteriormente al 3 de septiembre de 1559), cuya esposa Margarita era condesa de Erbach, y que lo recibió como feudo palatino de la familia Erbach.
Dominik Marquard hizo construir el nuevo palacio entre 1721 y 1732. El proyecto fue realizado por Louis Remy de la Fosse, quien desde 1714 era el arquitecto jefe en Darmstadt al servicio del landgrave Ernesto Luis de Hesse-Darmstadt (1667-1739). Las obras estuvieron a cargo del conocido maestro constructor bávaro Johann Dientzenhofer de Bamberg y, después de su muerte en 1726, del maestro de obras Rinscher de Mannheim. Las esculturas eran del escultor de la corte de Wurzburgo Jacob van der Auwera; otros artesanos de renombre participaron en la construcción.
El complejo del palacio, en razón de su gran tamaño, con su patio de honor de tres alas, se considera un importante ejemplar del barroco tardío en el sur de Alemania. El conjunto palaciego actual se complementó con varios edificios clasicistas, el invernadero (1780), el edificio de los sirvientes (1807-1824) y los establos (1812). La capilla del palacio fue pintada en estilo nazareno en 1870 por Eduard von Steinle, Leopold Bode y Ferdinand Becker.
El propietario actual del complejo es la Fundación Fürst zu Löwenstein, representada por Alois Konstantin Fürst zu Löwenstein-Wertheim-Rosenberg.

Palacio de Löwenstein, vista principal

## Uso
El palacio fue alquilado en 1948 por la Deutsche Post o la Oficina Central de Telecomunicaciones para destinarla a la formación y educación de los cuadros superiores del servicio de telecomunicaciones. Telekom, representada por DeTeImmobilien, continuó usando el palacio como sucesor legal después de la privatización.
Desde 2012, el palacio ha servido como sede de conferencias por una compañía especialista en conferencias para lugares históricos y también es la sede de la bodega VDP-Weinguts Fürst Löwenstein. Parte del edificio es utilizado por la familia principesca como residencia.

## Galería

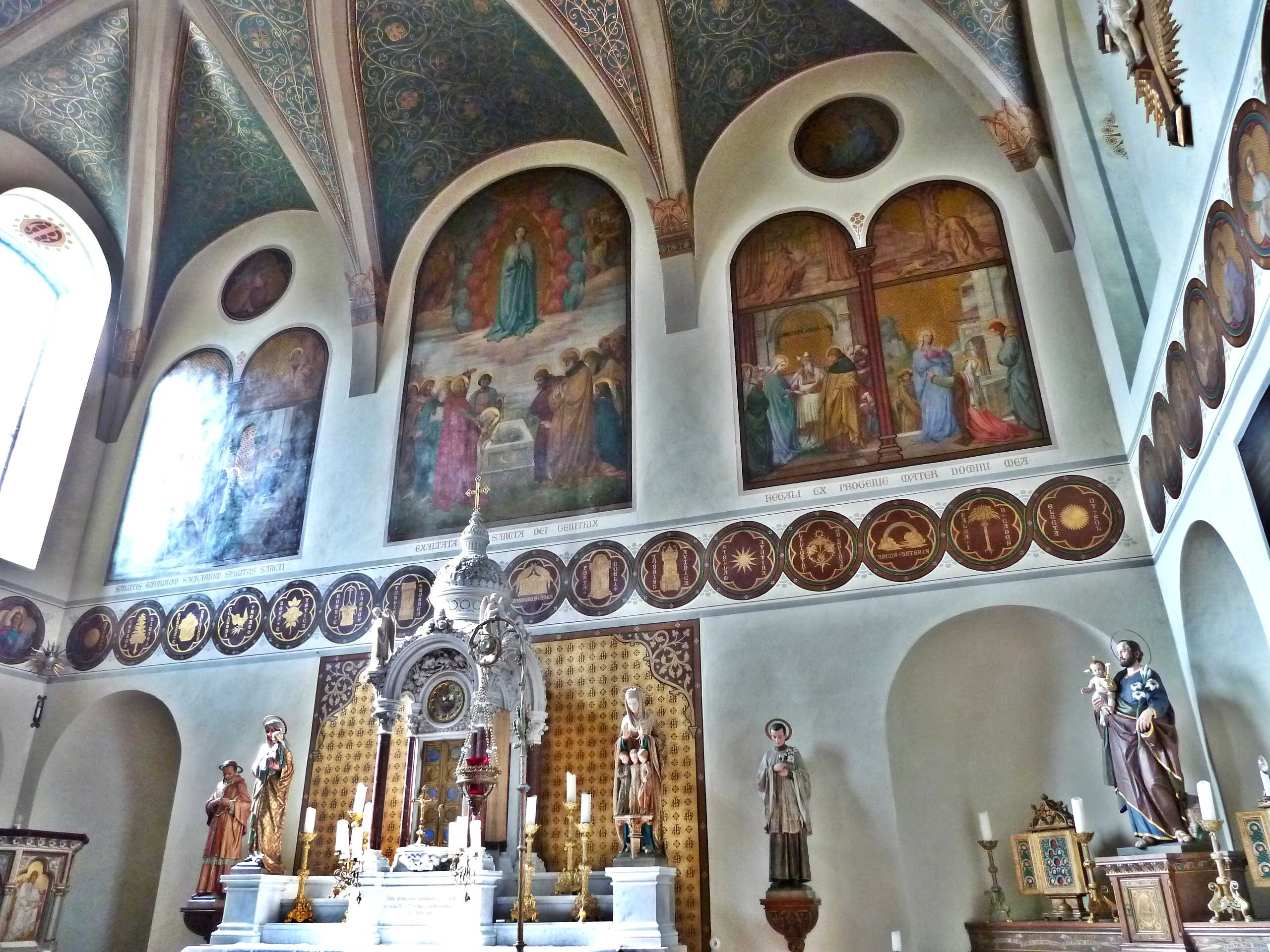
Capilla del palacio. Pared del altar con pinturas de Eduard von Steinle
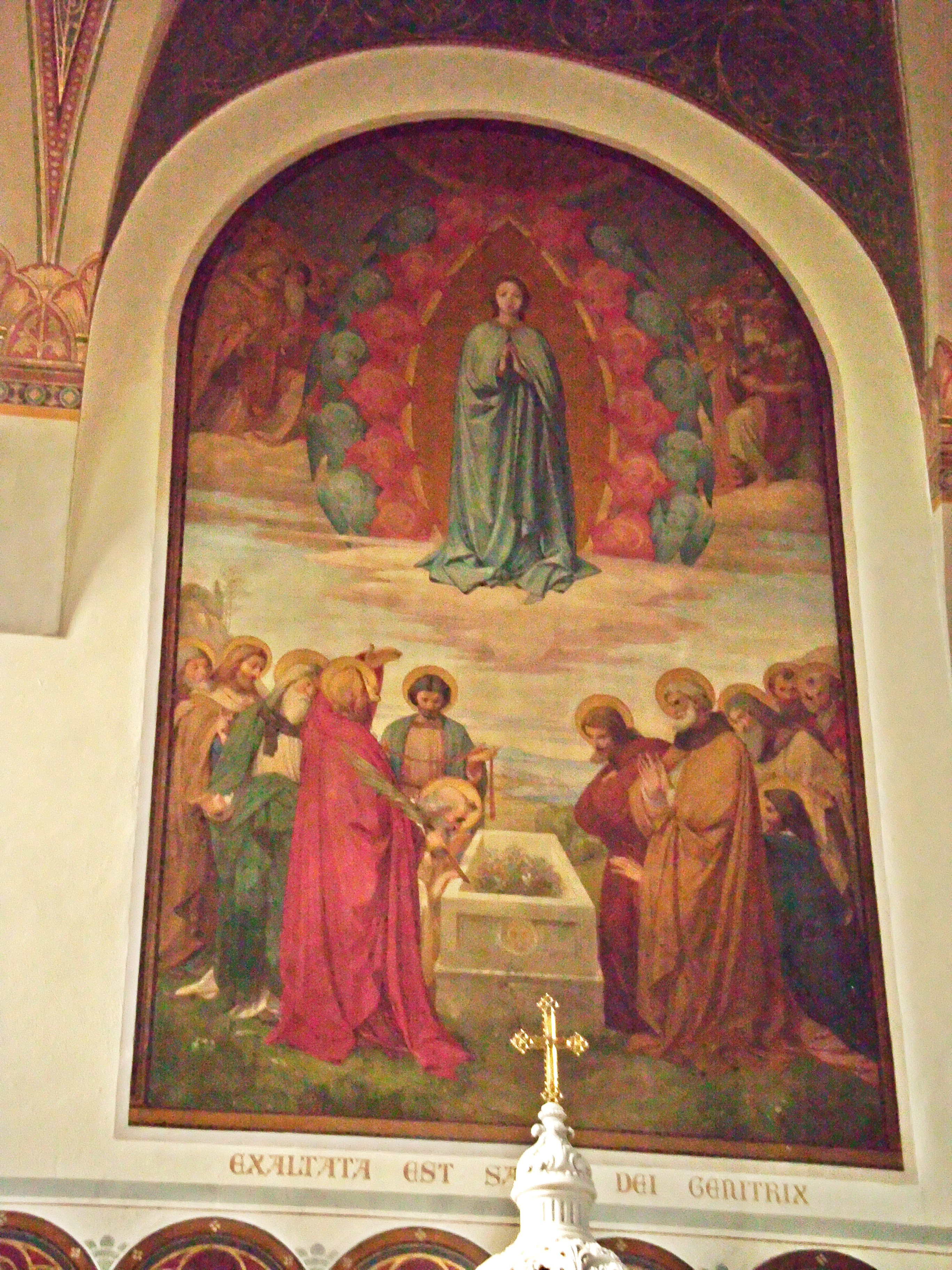
Asunción de la Virgen María, pintura del altar mayor de Eduard von Steinle en la capilla
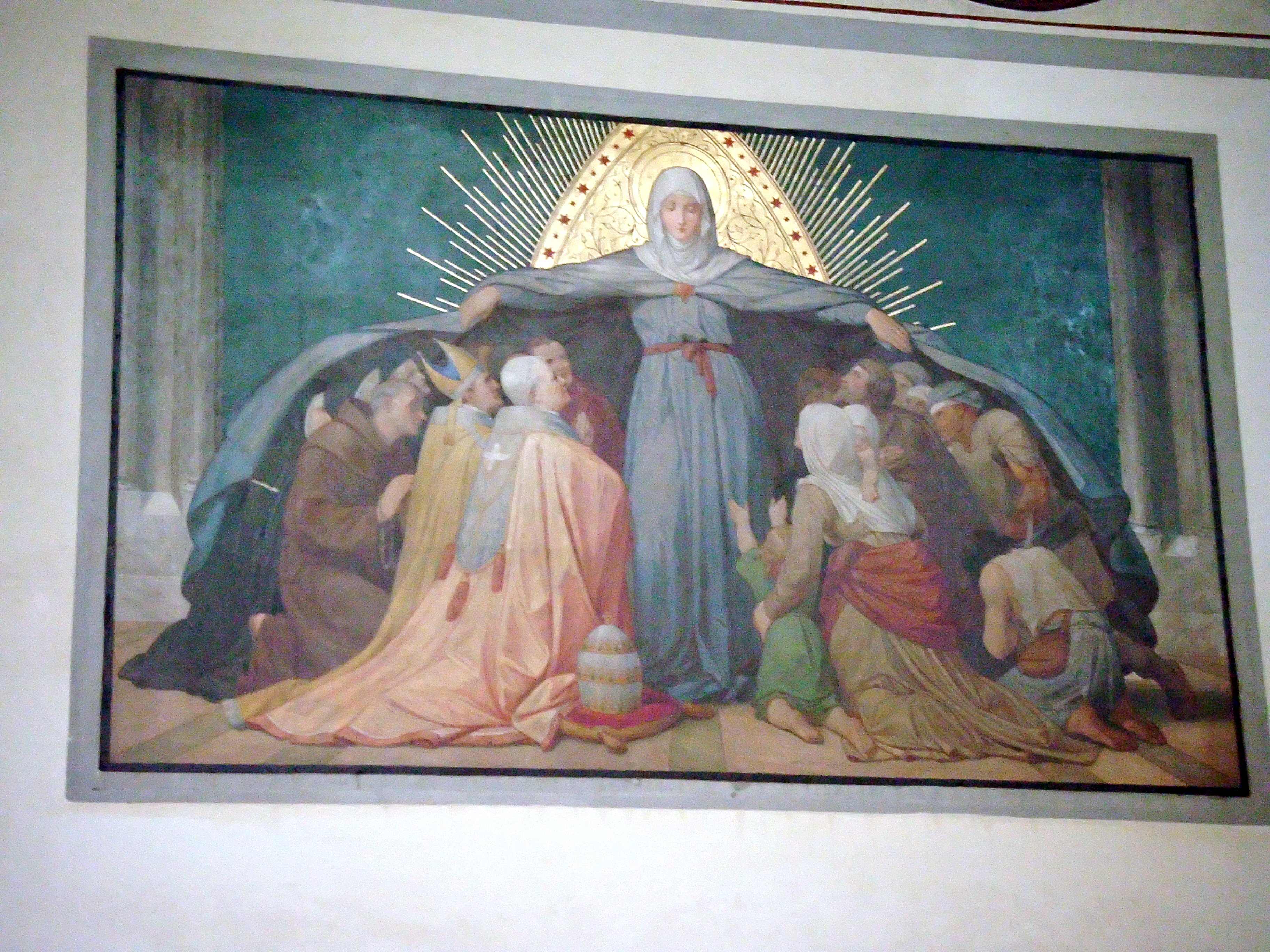
Manto protector,  Madonna de Ferdinand Becker en la capilla
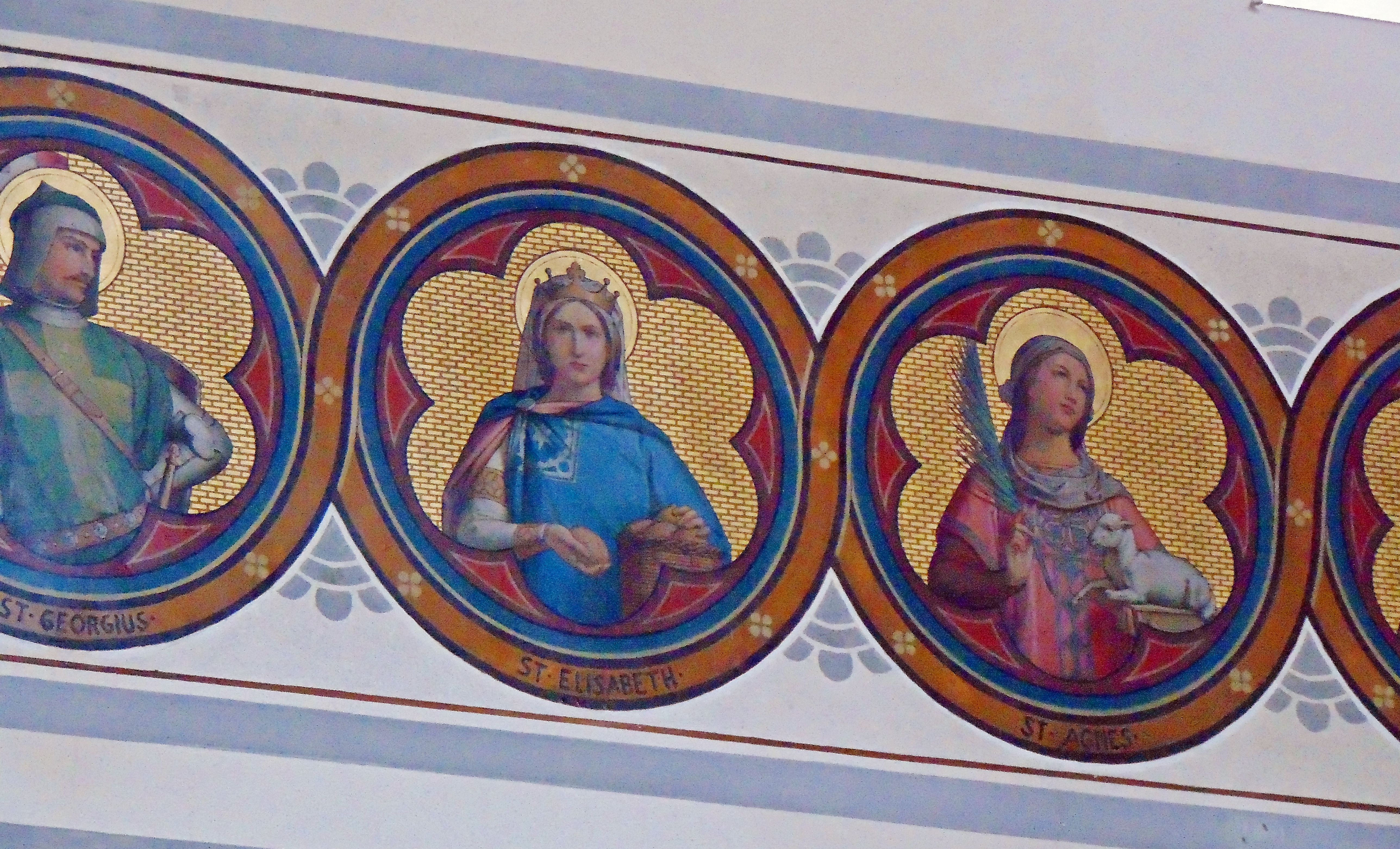
Medallones de los santos de Ferdinand Becker en la capilla
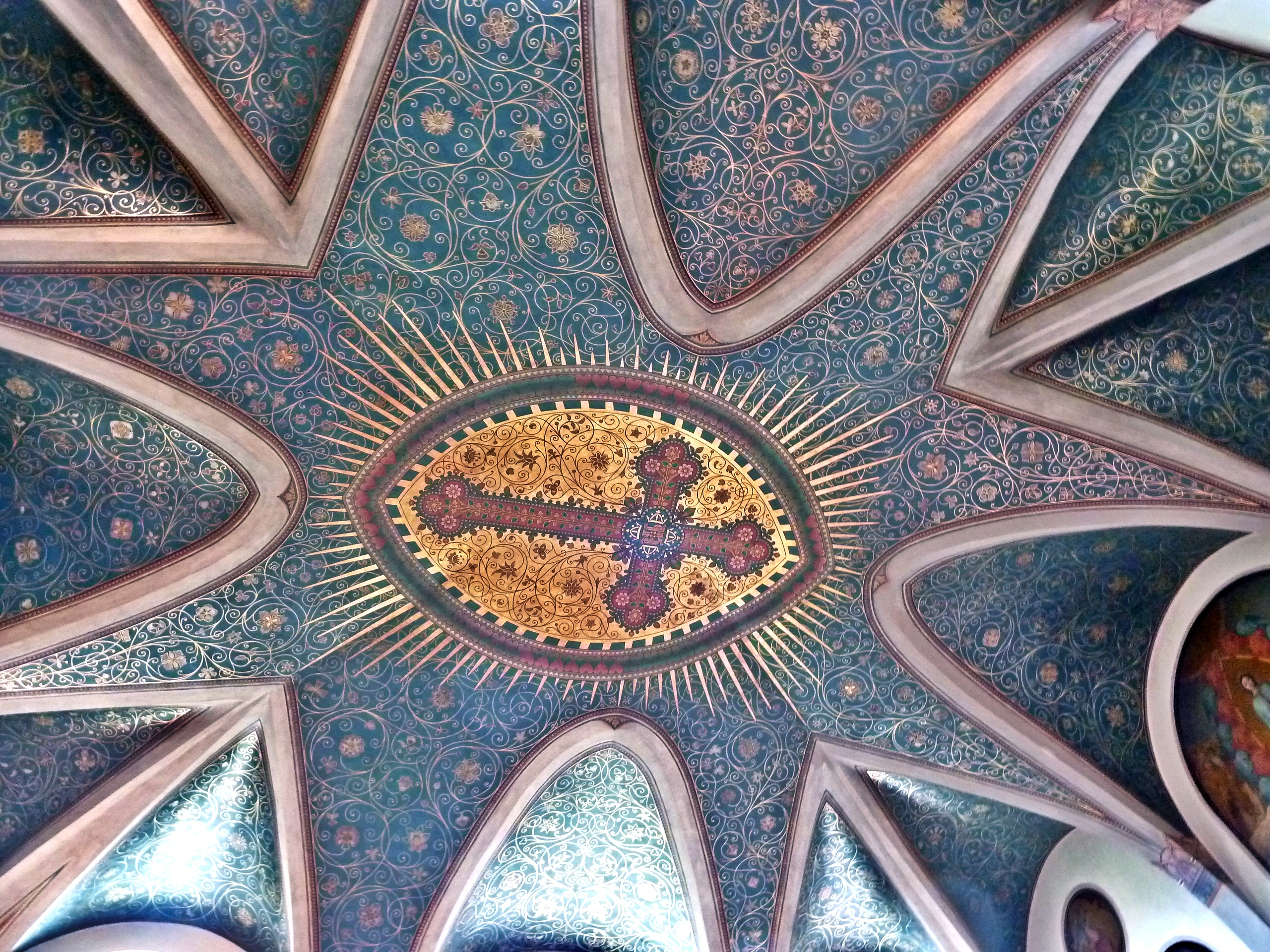
Techo de la capilla del palacio
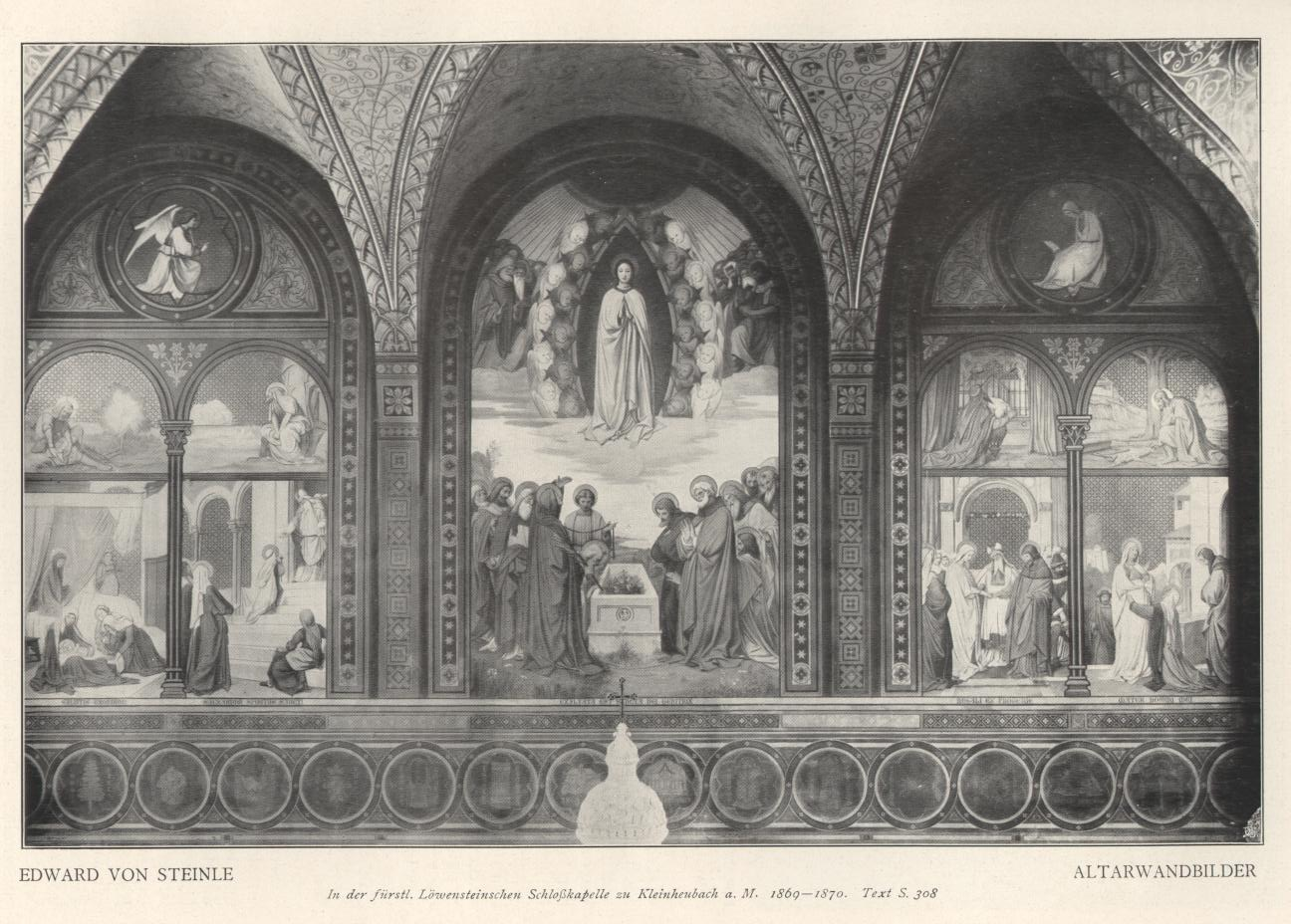
Foto histórica de las pinturas del altar mayor de Eduard von Steinle en la capilla del palacio, 1909